# Cyclocephala halffteriana
Cyclocephala halffteriana är en skalbaggsart som beskrevs av Martinez 1968. Cyclocephala halffteriana ingår i släktet Cyclocephala och familjen Dynastidae. Inga underarter finns listade i Catalogue of Life.